# Ferdynand III Toskański
Ferdynand III Józef Jan-Baptysta Habsburg-Lotaryński (ur. 6 maja 1769 we Florencji, zm. 18 czerwca 1824 tamże) – Wielki książę Toskanii w latach 1790–1801 i 1814–1824, książę elektor (1803–1806), wielki książę Salzburga (1803–1805) oraz wielki książę Würzburga (1805–1814).

## Życiorys
Ferdynand urodził się we Florencji, jako drugi syn Piotra Leopolda, ówczesnego księcia Toskanii, i jego żony – infantki Marii Ludwiki Hiszpańskiej. W 1790 ojciec Ferdynanda został cesarzem, a Ferdynand odziedziczył po nim tytuł wielkiego księcia Toskanii. Rządził Toskanią do 1801, kiedy w trakcie wojen napoleońskich, na podstawie traktatu z Aranjuez, został zmuszony do oddania Toskanii na rzecz królestwa Etrurii, tworzonego jako rekompensata dla książąt Parmy z dynastii Burbonów.

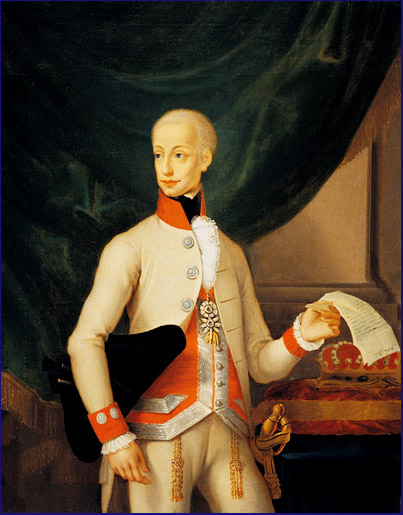

Ferdynand jako rekompensatę otrzymał zsekularyzowane ziemie arcybiskupstwa Salzburga i tytuł wielkiego księcia Salzburga. Został również księciem elektorem Cesarstwa, choć tytuł ten utracił kiedy w 1806 Cesarstwo zostało rozwiązane przez Napoleona. W 1805 Ferdynand musiał oddać Salzburg, który na podstawie pokoju w Preszburgu, dostał się w ręce jego starszego brata – cesarza Franciszka II. Ferdynand otrzymał wówczas w ramach rekompensaty tytuł wielkiego księcia Würzburga, nowego księstwa stworzonego specjalnie dla niego z dawnego biskupstwa Würzburga.
W 1814, po upadku Napoleona, Ferdynandowi zwrócono wielkie księstwo Toskanii. Jednak w 1815 z Toskanii zostało wydzielone księstwo Lukki – ponownie jako rekompensata dla Burbonów z Parmy. Lukka wróciła do Toskanii dopiero w 1847.
Ferdynand zmarł w 1824, we Florencji. Jego następcą został jego syn Leopold II, który ożenił się ze swoją siostrą cioteczną – Marią Antoniettą Burbon, księżniczką Obojga Sycylii.

## Małżeństwo i potomstwo
15 sierpnia 1790, w Neapolu Ferdynand poślubił swoją siostrę cioteczno-wujeczną (podwójną, ze strony matki i ojca)  – księżniczkę Obojga Sycylii – Luizę Marię Amelię Teresę Burbon (27 lipca 1773 – 19 września 1802), córkę króla Ferdynanda I Burbona i Marii Karoliny Habsburg. Para miała sześcioro dzieci:
- Karolinę Ferdynandę Teresę (1793–1802),
- Franciszka Leopolda (1794–1800),
- Leopolda II (1797–1870), wielkiego księcia Toskanii w latach 1824–1859,
- Marię Ludwikę Józefę Krystynę Różę (1799–1857),
- Marię Teresę (1801–1855), żonę króla Karola Alberta Sardyńskiego,
- dziecko (1802).

Dziewiętnaście lat po śmierci pierwszej żony, 6 maja 1821 we Florencji Ferdynand poślubił Marię Wettyn (27 kwietnia 1796 – 3 stycznia 1865), córkę Maksymiliana, księcia Saksonii i jego żony Karoliny Burbon-Parmeńskiej (córki Ferdynanda I, księcia Parmy). Ferdynand i Maria nie mieli dzieci.